# Андзай, Тика
Тика Андзай (яп. 安済 知佳 Андзай Тика, род. 22 декабря 1990 года, префектура Фукуи, Япония) — японская сэйю. Лауреат премии Seiyu Awards в категории «Лучший актёр или актриса в главной роли» (2023). 

## Биография
Родилась 22 декабря 1990 года в префектуре Фукуи. Впервые узнала о профессии сэйю в пятом классе начальной школы. В возрасте 15 лет поступила в Академию артистов компании Avex. Первое время ездила из родной префектуры в Токио, однако большие расходы вынудили её в конечном итоге переехать в столицу. В Токио Тика жила самостоятельно, раз в месяц возвращаясь в свой родной дом в Фукуи для того, чтобы посещать старшую школу.
В 2009 году получила свою первую и при этом главную роль, озвучив Нагису Микогами в аниме-сериале Anyamaru Tantei Kiruminzu. В 2014 году была утверждена на роль Чайки Трабант в аниме-сериале Hitsugi no Chaika. В рамках двух сезонов аниме Андзай в составе трио Coffin Princess исполнила две закрывающие музыкальные темы: «Kairaku Genri» (первый сезон) и «Watashi wa Omae no Naka ni Iru» (второй сезон). В 2015 году Андзай получила роль Рэйны Косаки, одной из главных героинь франшизы Sound! Euphonium. Также озвучивала Маки Мидорикаву из Sakura Quest (2017), Ханаби Ясураоку из Scum’s Wish (2017), Тису Котэгаву из аниме-сериала «Необъятный океан» (2018), Нину Сугавару из O Maidens in Your Savage Season (2019) и Тисато Нисикиги из Lycoris Recoil (2022).
В марте 2023 года Андзай совместно с Ацуми Танэдзаки и Такуей Эгути выиграла премию Seiyu Awards в категории «Лучший актёр или актриса в главной роли».
Двоюродная сестра сэйю Дзюнъи Эноки. В начале августа 2020 года Андзай посредством социальных сетей объявила о том, что она недавно вышла замуж.

## Избранная фильмография

### Аниме-сериалы
2009
- Anyamaru Tantei Kiruminzu — Нагиса Микогами[1]

2010
- Seitokai Yakuindomo — Нанако Умибэ[14]

2011
- Chihayafuru — Ю, девушка Таити, другие роли
- Un-Go — Сумика Накахаси[15]

2012
- Danball Senki W — Жасмин
- Hunter × Hunter — Лист, Курт, Москито
- Soreike! Anpanman — Кастаньет-кун

2013
- Chihayafuru 2 — Сиори Миядзаки, Фуюмаса Цукуба, другие роли
- Danball Senki Wars — Сакуя Хосоно
- Gatchaman Crowds — Юми Хосака
- Kakumeiki Valvrave — Мидори Акаси
- «Атака на титанов» — Мина Каролина

2014
- Gundam Build Fighters Try — Мэгута Ясу
- Hitsugi no Chaika — Чайка Трабант[3]
- Nobunaga the Fool — Кагомэ
- Pokémon the Series: XY — Рэна
- Seitokai Yakuindomo* — Нанако Умибэ
- Tribe Cool Crew — Юдзи Синсидо
- «Загадка дьявола» — Судзу Сюто

2015
- Anti-Magic Academy: The 35th Test Platoon — Кисэки Кусанаги[16]
- Chaos Dragon — Инори[17]
- Sky Wizards Academy — Эми[18]
- Sound! Euphonium — Рэйна Косака[5]
- The Testament of Sister New Devil Burst — Фио
- «Атака на титанов средней школы» — Мина Каролина

2016
- Girlish Number — Кавахара
- Grimgar of Fantasy and Ash — Мэри
- Qualidea Code — Асуха Тигуса[19]
- Schwarzesmarken — Анетт Хозенфельд[20]
- Sound! Euphonium 2 — Рэйна Косака
- Taboo Tattoo — Токо Итиносэ[21]

2017
- Chronos Ruler — Коюки
- Evil or Live — Сиори[22]
- Gintama — Камуи (в детстве)
- Idol Incidents — Исудзу Наруками
- Puzzle & Dragons X — Ана
- Sakura Quest — Маки Мидорикава[6]
- Scum’s Wish — Ханаби Ясураока[7]
- Wake Up, Girls! New Chapter — Ая Мидзута

2018
- Boruto: Naruto Next Generations — Асина
- Double Decker! Doug & Kirill — Кэтрин «Кей» Рошфолл[23]
- Hakumei and Mikochi — Сэн[24]
- Kokkoku — Дзюри Юкава[25]
- Record of Grancrest War — Лора Хардли[26]
- Rokuhodo Yotsuiro Biyori — Гин Янокура (седьмая серия)
- Seven Senses of the Re’Union — Элисия[27]
- Takunomi. — Нао Кирияма[28]
- «Необъятный океан» — Тиса Котэгава[8]

2019
- Kandagawa Jet Girls — Манацу Сираиси[29]
- My Roommate Is a Cat — Нана Оками[30]
- O Maidens in Your Savage Season — Нина Сугавара[9]

2020
- «Туалетный мальчик Ханако» — Сакура Нанаминэ[31]

2021
- High-Rise Invasion — Эйн[32]
- SSSS.Dynazenon — Тисэ Асукагава[33]
- Taisho Otome Fairy Tale — Рё Ацуми[34]
- The Night Beyond the Tricornered Window — Эрика Хиура[35]
- «Обещанная Страна Грёз» (второй сезон) — Барбара

2022
- Lycoris Recoil — Тисато Нисикиги[10]

2023
- Ao no Orchestra — Мидзуки Мати[36]
- TenPuru — Нягосукэ[37]
- The Idolmaster Million Live! — Мисаки Аоба[38]
- Under Ninja — Кавадо[39]

2024
- Delico’s Nursery — Теодора Классико[40]
- Jellyfish Can’t Swim in the Night — Мион[41]
- Magilumiere Co. Ltd. — Мэй Цутиба[42]
- Mayonaka Punch — Кикка[43]
- «Re:Zero. Жизнь с нуля в альтернативном мире» (третий сезон) — Сириус Романе-Конти[44]
- Sasayaku You ni Koi wo Utau — Хадзимэ Амасава[45]
- Sound! Euphonium 3 — Рэйна Косака
- Suicide Squad Isekai — Катана[46]
- The Fable — Хинако Саба[47]
- Too Many Losing Heroines! — Юмэко Сикия[48]
- Train to the End of the World — Сидзуру Тикура[49]
- Tying the Knot with an Amagami Sister — Сирахи Цуруяма[50]

2025
- Anne Shirley — Филиппа Гордон[51]
- Blue Miburo — Наги[52]
- Chitose Is in the Ramune Bottle — Асука Нисино[53]
- Gnosia — Юри[54]
- Miru: Paths to My Future (Episode 217: Londonderry Air) — Амэ[55]
- The Shiunji Family Children — Банри Сиундзи[56]
- Welcome to the Outcast’s Restaurant! — Кэти[57]
- «Необъятный океан» (второй сезон) — Тиса Котэгава

### Аниме-фильмы
- 2014 — Expelled from Paradise — Архан
- 2016 — Sound! Euphonium: The Movie — Welcome to the Kitauji High School Concert Band — Рэйна Косака
- 2017 — Girls und Panzer das Finale — Осида[58]
- 2017 — Sound! Euphonium: The Movie — May the Melody Reach You! — Рэйна Косака
- 2018 — Liz and the Blue Bird — Рэйна Косака[59]
- 2019 — Sound! Euphonium: The Movie — Our Promise: A Brand New Day — Рэйна Косака[60]
- 2023 — Gridman Universe — Тисэ Асукагава[61]
- 2023 — Sound! Euphonium — Ensemble Contest Hen — Рэйна Косака

### OVA/ONA
- 2012 — Seitokai Yakuindomo — Нанако Умибэ
- 2014 —  Who’s the Winner? (Surprise Test) — Судзу Сюто
- 2015 — Magical Suite Prism Nana — Мако Хираги[62]
- 2017 — Escha Chron — Эска[63]
- 2019 — Fragtime — Юкари Кобаяси[64]
- 2023 — Junji Ito Maniac: Japanese Tales of the Macabre — Ая Курамото[65]
- 2023 — Gundam Build Metaverse — Рио Ходзё[66]
- 2025 — Lycoris Recoil: Friends Are Thieves of Time — Тисато Нисикиги

### Компьютерные игры
2016
- Alternative Girls — Мати Тэндо

2017
- The Idolmaster Million Live!: Theater Days — Мисаки Аоба[67]

2018
- Alice Gear Aegis — Каэдэ Агацума[68], Асука Фумисима[69]
- Granblue Fantasy — Ситори
- Shin Megami Tensei: Liberation Dx2 — Сиори Кодэн

2019
- Astral Chain — главная героиня, Акира Говард (женский вариант)

2020
- Girls’ Frontline — PM-06, SAR-21
- Kandagawa Jet Girls — Манацу Сираиси

2021
- Azur Lane — Тисэ Асукагава[70]

2022
- Arknights — Позёмка
- Witch on the Holy Night — Кодзика Кумари[71]

2024
- Wuthering Waves — Цзяньсинь[72]

2025
- Fatal Fury: City of the Wolves — Прича[73]

## Награды и номинации
| Год  | Награда                  | Результат | Категория                                                                         | Работа                            | Прим.  |
| ---- | ------------------------ | --------- | --------------------------------------------------------------------------------- | --------------------------------- | ------ |
| 2018 | Anime Trending Awards    | 8-е место | Лучшая актриса озвучивания                                                        | Ханаби Ясураока из Scum’s Wish    | [ 74 ] |
| 2023 | Anime Trending Awards    | 2-е место | Лучшая актриса озвучивания                                                        | Тисато Нисикиги из Lycoris Recoil | [ 75 ] |
| 2023 | Crunchyroll Anime Awards | Номинация | Лучший сэйю                                                                       | Тисато Нисикиги из Lycoris Recoil | [ 76 ] |
| 2023 | Reddit Anime Awards      | Победа    | Лучший сэйю (выбор жюри)                                                          | Тисато Нисикиги из Lycoris Recoil | [ 77 ] |
| 2023 | Seiyu Awards             | Победа    | Лучший актёр или актриса в главной роли (вместе с Ацуми Танэдзаки и Такуей Эгути) | н/д                               | [ 11 ] |